# ويد هاميلتون
ويد هاميلتون (بالإنجليزية: Wade Hamilton)‏ (15 سبتمبر 1994 بريدلاندس في الولايات المتحدة - ) هو لاعب كرة قدم أمريكي في مركز حراسة المرمى. شارك مع منتخب الولايات المتحدة تحت 17 سنة لكرة القدم. أما مع النوادي، فقد لعب مع بورتلاند تمبرز وLane United FC ‏ وبروتلاند تمبرز 2.

## وصلات خارجية
- ويد هاميلتون على موقع الدوري الأمريكي (الإنجليزية)
- ويد هاميلتون على موقع قاعدة بيانات كرة القدم.إي يو (الإنجليزية)
- ويد هاميلتون على موقع قاعدة بيانات كرة القدم.إي يو (الإنجليزية)
- ويد هاميلتون على موقع AS.com (الإسبانية)